# Венера-15
Венера-15 је била совјетска аутоматска научно-истраживачка станица (вјештачки сателит) намијењена за истраживање планете Венере. Лансирана је 2. јуна 1983.

## Ток мисије
Венера-15 је била идентична апарату Венера-16, и намијењена за радарско мапирање површине Венере. Имали су радарске антене промјера 6 m. Сателити су били у скоро поларној орбити око планете.

## Основни подаци о лету
- Датум лансирања: 2. јун 1983.
- Ракета носач:
- Мјесто лансирања: Тјуратам, Бајконур
- Маса сателита (kg): 4000